# 桃山学院中学校・高等学校
桃山学院中学校・高等学校（ももやまがくいんちゅうがっこう・こうとうがっこう、英: St. Andrew's School）は、大阪府大阪市阿倍野区昭和町に所在し、中高一貫教育を提供する私立中学校・高等学校。
略称は桃中及び桃高。

## 概要
学校法人桃山学院によって運営されている日本聖公会系のキリスト教主義学校（ミッション・スクール）である。
キリスト教の自由と愛の精神をモットーにしており、自由な校風が特長。生徒自治会活動は活発で、2005年度は自治会主導のもと約30年ぶりに体育祭が復活した。
米国聖公会学校連合会と提携したEP留学制度(Exchange Program)や国際コース以外の生徒を対象としたカナダ短期海外研修など留学制度が充実している。

### ミッション
- 自由と愛の精神に基づく学びの場として、生徒一人ひとりを大切にし、個々の生徒が持つ多様な可能性を開花させ、健全な社会の実現に貢献できる若者を育成することを使命とする[1]。

### 教育方針
- 生徒一人ひとりの人格を尊重し、健やかな心身の成長と豊かな学力の形成を図り、社会のために責任ある一員となる人物を育てること[2]。

#### キリスト教精神
- 一人一人の人格と主体性を尊重する自由には、互いに仕え合いながら他者と共に生きる、他者への愛と責任が伴う。この「自由と愛の精神」は、全ての人間が一致しうる普遍的な理念であり、人類共通の目標である。また建学の精神でもある[1]。

#### モットー
- ラテン語: Sequimini Me（）

聖アンデレがイエス・キリストに従ったように、「自由と愛の精神」をもって生きる。

## 沿革

### 年表
- 1884年（明治17年） - 英国聖公会宣教協会（CMS）の宣教師であるチャールズ・F・ワレンによって、川口外国人居留地（現・大阪市西区川口）に三一小學校（男子校）として開校する[3]。
- 1890年 - 大阪市西区江戸堀に移転、高等英學校開校。
- 1891年 - 東成郡天王寺村大字天王寺字中山（現・大阪市天王寺区筆ケ崎町）に移転。
- 1895年 - 校名を桃山學院に変更[3]。
- 1896年 - 校名を桃山學校に変更[3]。
- 1902年 - 中学校令に基づく認可を受け、桃山中學校（旧制）と改称する。
- 1912年（大正元年） - 東成郡田辺村大字北田辺（現・大阪市阿倍野区昭和町。現在地）に移転。
- 1922年 - 竹鶴政孝（ニッカウヰスキー創業者）が化学教師を務める[4]。
- 1934年（昭和9年）9月21日 - 室戸台風の暴風雨により木造校舎が倒壊[5]
- 1947年 - 学制改革により、桃山中学校（新制）を設置。
- 1948年 - 学制改革により、桃山高等学校を設置。
- 1949年 - 校名を桃山学院中学校・高等学校と改称する。
- 1971年 - 服装を自由化[3]
- 1973年 - 桃山学院中学校の生徒募集を停止する。
- 1994年（平成6年） - 桃山学院中学校を閉校する。
- 2001年
  - 3月 - 「聖アンデレ館（A館）」竣工
  - 4月 - 男女共学の国際コースを開設する[注釈 1]。
- 2004年
  - 5月27日 - 桃山学院高等学校グラウンドにて行われていた1,500m走で心臓突然死による事故発生。
  - 7月 - 一般解禁されたAEDを2台導入[注釈 2]。
- 2006年10月10日 - 学院長で日本聖公会首座主教の宇野徹牧師の司式で桃山学院中学校棟建設工事起工式を行う。
- 2007年4月 - 男女共学のS英数コースを開設する。男子のみ募集であった英数コースを共学化する。標準コース内にアスリートクラス（男子・専願のみ 指定クラブ推薦入試）を開設する。
- 2007年12月8日 -  桃山学院中学校棟「聖マルコ館（M館）」が竣工。
- 2008年4月 - 桃山学院中学校を再開。
- 2009年 - 新体育館竣工
- 2011年 - 標準コースを文理コースと改め男女共学化、アスリートクラスについては従来通り男子のみ
- 2020年（令和2年）8月 - 中高購買部・食堂が設置されている「聖テモテ館（T館）」が竣工

## 基礎データ

### 所在地
- 大阪府大阪市阿倍野区昭和町三丁目1番64号

### アクセス
- Osaka Metro
  - 御堂筋線「昭和町駅」より南へ約350m（徒歩約5分）
  - 谷町線「文の里駅」より南へ約800m（徒歩約12分）
- JR阪和線「南田辺駅」より北西へ約850m（徒歩約12分）

### 象徴

#### 校名
1891年に現在の天王寺区筆ヶ崎町に移転した際、その界隈が桃の名所として親しまれており「桃山」と呼ばれていた為、1895年には「桃山学院」と改称した。
高等学校の略称は、新聞等では「桃学高」という表記がなされることもあるが一般的ではない。地元では俗称として「ピン高」も呼称される。

#### 校章
学院章に同じ。印刷物等において実際に用いられてきた意匠には、年代によって、地色の表現や「SEQUIMINI ME」の文字部分に微妙な差異が見られる。

#### 校歌
- 「わが心の砦」 作詞：阪田寛夫、作曲：辻井英世

この校歌は、旧制中学校時代から数えて3代目の校歌である。

#### 制服
高等学校では、生徒自治会からの要望に基づき、1971年10月から服装の自由化を実施している為、いわゆる「制服」は無い。選択肢の一つとして「標準服」（ブレザー。購入、着用は自由）が用意されている。国際コースは、留学時に着用義務がある為、全員購入する。
また、服装は完全に自由化されてはおらず、ズボンやスカートの丈などに規定がある。2017年7月、生徒自治会による私服制限緩和運動により、ズボンの7部丈が試験的に解禁となった。
中学校には制服があり、デザイナーのミヤモトユリコによるデザインで、ジャケット、ベスト、セーターに、男子はネクタイやチノパン、女子はスカートやパンツを合わせるといった、様々な組合せが可能なものである。
多くの在校生女子が学校のアピールポイントとして「制服の可愛いさ」を挙げており、赤のチェックスカートに人気があるという。

## 設置する課程、学科

### 桃山学院高等学校
- 全日制
  - 普通科
    - S選抜コース - 80名（高校第2学年から希望者を選抜して編成；2022年度入学生より選抜開始）
    - S英数コース - 240名（募集人員80名）
    - 文理コース 
      - 文理クラス - 360名（募集人員120名；2011年度より生徒募集開始)
      - アスリートクラス - 120名（募集人員40名；2011年度より生徒募集開始、男子専願のみ）

    - 英数コース - 240名（募集人員80名）
    - 国際コース（短期留学・長期留学） - 240名（募集人員80名）
    - 中高一貫コース
      - 6年選抜コース - 120名（併設の桃山学院中学校からの進学者40名）
      - 6年進学コース - 240名（併設の桃山学院中学校からの進学者80名）

### 桃山学院中学校
- 6年選抜コース - 120名（募集人員40名：A方式20名、A方式15名、A方式5名）
- 6年進学コース - 240名（募集人員80名：A方式50名、A方式15名、A方式15名）

## 生徒会活動

### 高等学校自治会
自治会指導部（教員）・自治会執行部（生徒）があり、執行部は、予算案作成や、学校行事・HR（ホームルーム）などの企画運営を行い、各種専門委員会（学年HR委員会・文化部体育部連合委員会等）、各部活動を管轄する。
執行部は会長1名、副会長2名、書記4名、会計2名で構成される。（前期後期に分かれ、前期の任期は1月～6月、後期は7月～12月）
本校の自治会活動は、生徒心得の変更を行ったり、行事の拡大を行ってきたなど、他の私立高校に比べると活発である。

## 学校行事
- 入学式
- アンデレ祭（生徒自治会主催）

俗にいう部活紹介。
- 遠足
- 体育祭（生徒自治会主催・体育祭実行委員会を組織）

例年、大阪城ホールで行われている。（大阪城ホールが借りられない場合は本校のグラウンドで行われる。）
学年、クラスの枠を超えて、赤・青・緑・黄の｢団｣が結成され、各クラスで団の色をベースとしたクラスTシャツが制作される。また、応援団が結成され、生徒が考案した振り付けの演舞を行う。基本的には団で得点を競い合うが、大縄跳びのみクラス対抗である。
- 桃山「学」宿（桃山学宿実行委員会）

参加は自由。兵庫県のハチ高原で行い、2019年で第43回を迎えた伝統のある合宿。企画運営をすべて生徒・卒業生で行う。「本気で遊び、本気で学ぶ」
- 文化祭（生徒自治会主催・文化祭委員会を組織）

桃山学院高校最大の行事。来客数は4,000名を超える。2018年より3日間に渡って行われ、1日目に合唱コンクール予選、2日目に合唱コンクール決勝と校内生文化祭、3日目に一般公開の模擬店や舞台映画発表等が行われる。一般の人の立ち入りは3日目のみ。
- 芸術鑑賞
- アンデレカップ（生徒自治会主催）

参加自由
企画、運営を生徒自治会が主導で行う。2019年度は男子はサッカー・3on3(バスケットボール)、女子はドッジボール・バレーボールであった。
- 2年生修学旅行もしくは語学研修（7月）

例年、北海道･沖縄･カナダ(バンクーバー)での語学研修の3つから生徒が選ぶ形式になっている。
一貫コースは例年英国研修旅行であったが、2017年はヨーロッパ情勢の悪化に伴い、オーストラリア研修旅行に変更された。
- プロヴィデンスデイ

各教員が担当教科にとらわれず多種多様な講座を開講する、総合学習の取り組みの一つ。高校1・2年生を対象に、2学期と3学期に行われている。
- 卒業式

## 部活動

### 中学校
（運動部）
- 空手道
- 硬式テニス
- 女子バレーボール
- 剣道
- バスケットボール
- 卓球
- バドミントン

（文化部）
- ESS
- 吹奏楽
- 作法
- 理科研究
- 園芸
- 囲碁・将棋
- 鉄道研究
- 数学研究
- 美術
- クラシックギター
- BSA合唱
- 図書
- 放送

### 高等学校
（運動部）
- 男子サッカー  ･･･2011年度の全国高校総体に出場[8]。
- 空手道
- 硬式野球  ･･･夏の地方大会（大阪大会）に第2回大会から連続参加しており、皆勤校である大阪府立市岡高等学校に次いで参加回数が多い。
- 軟式野球
- 女子バスケットボール
- 陸上競技
- 男子バレーボール
- 男子水泳
- 剣道
- 少林寺拳法
- 日本拳法
- 女子バレーボール
- 男子バスケットボール
- アーチェリー
- 硬式テニス
- 卓球
- 女子水泳
- ラグビー

（文化部）
- ダンス
- ESS
- 合唱
- 鉄道研究
- 放送
- かるた
- 囲碁・将棋
- 軽音楽
- BSA
- 文芸
- クラシックギター
- 吹奏楽
- 美術
- GO GREEN PROJECT

この他に、SBS(School By School、スクール･バイ･スクール)サークル、ダンスサークルが存在する。
2007年度からの標準コースアスリートクラス開設により、バレーボール・サッカー・ハンドボール・バスケットボール・水泳の5つの運動部は指定クラブとなった。
英数・S英数・国際B・一貫コースの生徒はハンドボール・サッカー部には入部できない。バレーボール・バスケットボール・水泳に関しては一定の学業成績を満たし、学業との両立のできる者に限って入部を認めることがあるとしている。
英数・S英数・一貫コースの生徒は成績が一定を超えないと、部活動をすることができない。
(定期考査で平常点込みの40点未満通称欠点を取ると、平日放課後の二部制の自習ステージに強制参加)

## 施設・設備
- 大阪聖アンデレ教会(桃山学院聖アンデレ礼拝堂)
1884年設立。1912年に中学校内に移転。1964年に現在のように建替え。建物は、2016年に大阪市都市景観資源に登録されるなど優れた建築物として近隣住民に親しまれているだけではなく、スクールアイデンティティの象徴となっていたことから、今後も桃山学院により大切に保存されると思われていた。大阪市都市景観委員会より、「大きな三角屋根の礼拝堂が特色ある景観を作りだしており、美観性や地域性を有していることから都市景観資源として適切である。」とビルではない外観が高く評価されている。しかし、大阪市と近隣住民の期待とは裏腹に、2018年12月に、桃山学院大学のビジネスデザイン学科（経営学部）のためのビルが建設されることになり取り壊されることが決定され、2019年に取り壊された。大阪市都市景観資源として初の登録抹消事案となると思われ、都市美観のための貴重な建築物の人為的な破壊による景観破壊の事例として歴史に刻まれることになる。

- 聖アンデレ館（A館）
2001年3月竣工の8階建て校舎。あびこ筋に面している。事務室、校長室、各職員室、特別教室、普通教室などがある中心的な校舎。高校1年生〜3年生が使用している。ただし高校1年生の普通教室の大半は後述の「フレデリック館(F館)」に位置している。
  - 図書館（聖アンデレ館5階）

蔵書数101000冊、年間購入冊数3300冊、年間貸出冊数15000冊を誇る、大阪府下の高校で有数の規模。蔵書検索用端末やインターネット閲覧用コンピューターも設置されている。
  - トリニティー・ホール

聖アンデレ館8階にある講堂。自習ステージや模擬試験、その他行事に使用される。文化祭では合唱コンクールの予選・決勝も行われる。
  - 体育室

聖アンデレ館8階には体育室が設置されている。
- 体育館
旧体育館（第一体育館）と記念体育館がある。記念体育館は桃山学院創立125周年記念事業として2009年に竣工。メインアリーナ、サブアリーナ、トレーニングルーム、ランニングトラックを備える。トレーニングルームはペンチプレスやスクワットラッグを始めとした、充実のフリーウエイトエリアに加え、レッグプレス、レッグエクステンション、レッグカール、ラッドプルダウンなどのマシントレーニングも充実。トレーニングルームとランニングトラックは放課後教職員も利用する程大人気で、快適な環境が整っている。
- 新食堂棟（スプリング・ホール）
2002年に完成。1階は購買部とラウンジ、2階は食堂(スプリング・ホール)となっている。また、2階で聖アンデレ館と記念体育館に連絡している。2019年、桃山学院大学のビジネスデザイン学科（経営学部）の校舎が建設されることになり、取り壊された。
- 聖マルコ館（M館）
2007年12月竣工の8階建てで中学校の校舎。聖アンデレ館と隣接し、3~7階では連絡している。聖アンデレ館と同じく8階には体育室が設置されている。
- フレデリック館（F館）
1963年竣工の旧校舎。高校1年生(一部)の普通教室と特別教室、職員室などがある。また、2階には食堂(弁当屋)が設置されている。
- カンタベリー館（C館）
1959年竣工。同窓会関係や「カンタベリー・ホール」と呼ばれるホールがある。2019年1月より、桃山学院大学のビジネスデザイン学科（経営学部）の校舎建設に伴い仮設食堂が設置された。
- 聖テモテ館（T館）
2020年8月に完成した桃山学院大学のビジネスデザイン学科（経営学部）用の新校舎。9階建てであり、1階に聖アンデレ教会・同礼拝堂、2階に中高購買部・法人事務室、3階に中高食堂を設置している。聖アンデレ館と2・3階で接続する。
- AED(自動体外式除細動器)
中学校・高校で計9台設置されている。
- 登下校管理システム
聖アンデレ館・聖マルコ館の1階にICカードリーダーが設置されており、生徒がICカードをタッチすることにより登下校時間が保護者に電子メールで通知される。

## 著名な関係者

### 卒業生（旧制中学を含む）

#### 実業
- 齋藤憲三 - TDK創業者、元衆議院議員、科学技術庁長官
- 田辺治太郎 -  田辺製薬元代表取締役会長、日本サッカー殿堂入り
- 澤田道隆 -  花王会長、同社元代表取締役社長
- 森治樹 - 資生堂代表取締役社長（第5代）
- 安田佳生 - ワイキューブ代表取締役社長（オレゴン州立大学卒、『千円札は拾うな』著者）
- 山田義仁 - オムロン取締役会長、同社元代表取締役社長
- 杉野公彦 - ラウンドワン代表取締役社長

#### 学術
- 梅原出 - 横浜国立大学学長（第16代）
- 時子山常三郎  - 早稲田大学総長（第9代）
- 沖浦和光 - 桃山学院大学元学長、名誉教授
- 岡本理一 - 旭川大学元学長
- 熊谷明泰 - 関西大学名誉教授
- 滝川政次郎 - 國學院大學名誉教授、極東国際軍事裁判の嶋田繁太郎弁護人
- 竹友藻風 - 英文学者、元大阪大学教授
- 筒井嘉隆 - 芦屋大学名誉教授（SF作家筒井康隆の父）
- 伊藤進 - 明治大学名誉教授（元司法試験選考委員）
- 生田長江 - 社会思想家、文芸評論家（機関紙『青鞜』の命名者、ニーチェ作品を初めて日本語訳）
- 藤原洋 - 北陸大学教授、薬剤学
- 三木理史 - 奈良大学教授
- 田中隆治 - 星薬科大学学長、サントリー顧問、元サントリー基礎研究所長（「青いバラ」の開発チームリーダー）
- 赤楚治之 - 名古屋学院大学学長（俳優赤楚衛二の父）
- 中野雅至 - 神戸学院大学教授、行政学

#### 政治・行政・官界
- 石田博英 - 元運輸大臣・労働大臣・内閣官房長官
- 松原喜之次 - 元社会党衆議院議員
- 東徹 - 参議院議員、元大阪府議会議員
- 堀口武視 - 泉南市議会議員
- 畑中政昭 - 高石市長

#### スポーツ
- 斎藤才三 - サッカー元日本代表、サッカージャーナリスト（毎日新聞記者で戦前に英国より3Bシステムを伝承）
- 渡辺博之 - 元阪神タイガース選手、同志社大野球部監督
- 堀本律雄 - 元読売巨人軍（沢村賞投手）、元大洋ホエールズ、日本ハムファイターズコーチ
- 米田慶三郎 - 元大洋ホエールズ内野手、一軍守備コーチ、横浜ベイスターズ二軍監督
- 岡村晃 - 元プロ野球選手
- 佐岡真弐 - アメフト選手（アサヒビールシルバースター所属、関西学院大OB・主将）
- 杉岡尚樹 - ハンドボール日本代表
- 鈴木圭太 - サッカー選手（大邱FC所属）

#### 文化・芸能
- 十六代目福王茂十郎 - 能楽師
- 梶光夫 - 宝飾デザイナー、元歌手
- 二代目市川齊入（三代目市川右之助）- 歌舞伎役者
- やしきたかじん - 歌手、タレント
- 堀内孝雄 - 歌手
- 桐野丈二郎 - 作曲家（平和勝次とダークホース／中川ヒロシ）
- 池畑慎之介（ピーター）- 俳優（中退）
- 立原啓裕 - DJ、タレント（元劇団四季）
- 月亭文都 - 落語家
- 須藤秀澤 - 写真家、英国王立写真協会会員
- 李闘士男 - 演出家、映画監督
- 旦雄二 - 映画監督、脚本家、CMディレクター
- 権野元 - 映画監督
- 岩尾望 - お笑い芸人（フットボールアワー）
- TENN - 歌手（ET-KING）
- 小林大作 - タレント、ラジオパーソナリティ
- 堀田純司 - 作家（中退）
- 吉田サラダ - お笑い芸人（ものいい）
- 小谷豪純 - 俳優・ボーカリスト
- 友松直之 - 映画監督
- 門脇慎剛 - 俳優
- 川越宗一 - 直木賞作家
- 真山仁 - 経済小説『ハゲタカ』シリーズで知られる作家
- 桜井雅斗 - 吉本新喜劇芸人
- 徳尾浩司 - 脚本家、演出家
- 原田諒 - 脚本家、演出家

#### マスコミ・アナウンサー
- 田中孝宜 - NHKアナウンサー
- 松岡宏忠 - 南海放送アナウンサー
- 澤武博之 - KBS京都アナウンサー
- 石川太郎 - フリーアナウンサー、元東北放送アナウンサー

### 教職員
- 竹鶴政孝 - 化学教諭（ニッカウヰスキー創業者）
- 内村鑑三 - 神学教諭（キリスト教思想家）
- 本田増次郎 - 元副校長、英語教諭（立教高等女学校（現：立教女学院）校長、早稲田大学、女子英学塾（現：津田塾大学）、東京英語学校（現：東京外国語大学）、高等師範学校（現：筑波大学）の各教授を歴任。）